# Barátok közt (6. évad)
A Barátok közt 6. évadát (2003. augusztus 25. – 2004. július 23.) 2003-ban kezdte sugározni az RTL Klub.

## Az évad végén történtek
Tóninak egyre kevésbé tetszik, hogy Norbi Noémi körül legyeskedik. Miklós és Nóra eközben egyre kétségbeesettebben próbálják Tónit távol tartani Norbitól, akiről úgy gondolják, rossz hatással lehet fiukra. Zsolt és Andrea kapcsolata egyre szorosabb lesz, miközben Zsolt egy aljas trükkel próbálja Pistit lejáratni Andrea előtt. Mialatt Brigitta igyekszik visszaszerezni Géza bizalmát és szerelmét, Dezső újabb tervet eszel ki arra, hogyan kerülhetne közelebb Brigittához. Tamara holmija közt Claudia legnagyobb rémületére egy Zsófiról készült portrét talál egy felirattal, amely világosan utal arra, hogy Tamara a barátságnál jóval többet érez Zsófi iránt. Zsuzsa és András továbbra is ellenségesek Claudiával, aki eközben újabb tervet eszel ki arra, hogyan okozhatna Andrásnak fejfájást. Egy nemes gesztus György részéről arra sarkallja Petrát, hogy visszavonja korábbi véleményét Györggyel kapcsolatban.
Tamara tudja, hogy Zsófi nem akarja elveszíteni Imrét, és bántja a lelkiismerete, mert része volt Zsófi és Imre összeveszésében, ezért megpróbálja megbékíteni Imrét. Elviszi neki az egyik rajzát, amelyik Zsófit ábrázolja. Imre először nem akarja elfogadni, de mivel Orsolya azt tanácsolja neki, legyen liberálisabb Zsófival, a „művészpalántával”, köszönettel elfogadja a portrét Tamarától.
Nóra megtudja, hogy László leszidta Orsolyát, amiért részt vett Zsuzsa rögtönzött partiján, és önző magatartással vádolja meg Lászlót. Orsolya visszautasítja László „békülési” ajándékát, mondván, hogy ajándékokkal nem lehet megvásárolni az érzelmeit. Miközben László azon lamentál, hogy újabb családi krízis várható, András és Zsuzsa sajnálattal állapítják meg, hogy László egy húron pendül Claudiával.
Tóni megpróbál kibékülni Noémival, de a lány keresztülnéz rajta. Két nyomozó érkezik, hogy kikérdezze Tónit, Norbi alibijét igazolandó. Amikor a rendőrök elmennek, Nóra és Miklós kérdőre vonják Tónit a hamis történet miatt, amivel igazolta Norbi alibijét, Tóni pedig leszidja Norbit, amiért nem figyelmeztette előre a nyomozók várható látogatására. Miközben Nóra és Miklós nagyon aggódnak a gyerekük miatt, Tóni figyelmezteti Norbit, nehogy kikezdjen Noémival.
Miközben Miklós és Nóra igyekeznek távol tartani Tónit Noémitól, Tóni beszélgetni szeretne a lánnyal, de az nem áll szóba vele. Később Nóra elviszi Tónit vásárolni, és figyelmezteti a fiút, hogy ha kell, napi 24 órán át mellette lesz és vigyáz rá. Közben Norbi és Noémi üdvözlik egymást, és Noéminak megtetszik a fiú. Norbi megkéri Noémit, adjon át egy üzenetet Tóninak, akit ez nagyon bosszant, és azzal vádolja meg a barátját, hogy ki akar kezdeni Noémival.
Claudiának nem tetszik, hogy Andrea még szorosabbra fűzte kapcsolatát Zsolttal. Zsolt figyelmezteti Pistit, hogy nemsokára ő (Zsolt) lesz a kávéház vezetője, és Pisti nagyon vigyázzon magára, ha ki akar jönni Zsolttal. Pisti elpanaszolja Claudiának, hogy Zsolt azt fontolgatja, hogy kirúgja, mire Claudia elmeséli Andreának, hogy Pisti attól tart, el fogja veszíteni az állását. De Zsolt elhiteti Andreával, hogy ő csak a jó munkakapcsolatot akarta megalapozni Pistivel. Zsolt ezek után nekilát, hogy lejárassa Pistit. Elvesz egy ötezrest a pénztárból, majd egy tízezressel fizet a vacsoránál, amikor Andrea is jelen van, és azt állítja, hogy csak egy ötezrest adott Pistinek, aki nem figyelt oda, és tízezresből adott neki vissza. Később Andrea éjszakára is ott marasztalja Zsoltot.
Miközben Brigitta elhatározza, hogy visszaszerzi magának Gézát, Dezső – hogy Brigitta közelében lehessen – azzal a kéréssel fordul Lászlóhoz, adja neki Zsolt megüresedett állását a futárcégénél. Amikor Brigitta ezt megtudja, figyelmezteti Dezsőt, szálljon le róla, és megkéri Lászlót, ne alkalmazza Dezsőt, de László elutasítja. Közben Pál és Tilda ebédidőben szeretkeznek, és elalszanak. Lászlót bosszantja, hogy Tilda megint elkésett a munkából. Orsolya veszekszik Lászlóval, amiért Brigitta kedvéért nem vonta vissza Dezső alkalmazását. Orsolyának nem tetszik, hogy László így megváltozott, és azon tűnődik, miért lett Lászlónak az üzlet a legfontosabb az életében. László azzal vág vissza, hogy megkérdezi, mikor fog Orsolya elválni végre Leventétől. Orsolya kijelenti, azt szeretné, ha László megint ugyanaz az ember volna, akibe annak idején beleszeretett. László, hogy Orsolya kedvébe járjon, mégsem veszi fel Dezsőt futárnak.
Miközben Zsófi és Imre kibékülnek, Claudia megtalálja a portrét, amit Tamara készített Zsófiról, a rajz hátára írt szerelmi vallomással. Titokban találkozik Imrével, és megkéri, finoman adja Zsófi tudtára, mit érez iránta Tamara. Másnap reggel Imre megmutatja Zsófinak a rajzot és az üzenetet, de Zsófi azt gondolja, az egészet csak Claudia találta ki. Claudia kedvesen ráveszi Tamarát, vallja meg Zsófinak, hogy beleszeretett.
Zsuzsa úgy dönt, nem tekinti többé Claudiát Kata és Dani keresztanyjának. Lászlót bosszantja, hogy nem fogadták el András pályázatát a tenderre. Emlékezteti Andrást a figyelmeztetésére: veszélyes dolog üzleti ajánlatokat visszautasítani, de András Lászlót okolja a kudarcért, mivel a pályázati anyag nem érkezett meg időben rendeltetési helyére, és úgy dönt, nem hosszabbítja meg szerződését László futárcégével. Zsuzsa megtudja, hogy Claudia keresztanyaságát nem lehet megszüntetni, de úgy dönt, a lehető legnagyobb távolságot fogja fenntartani a családja és Claudia között.
Petra és György biciklitúrára indulnak, de Györgyöt váratlanul behívják a kórházba: egy beteget kell átvinnie egy másik épületbe, mivel az ügyeletes betegszállító megbetegedett. György a kórházban igyekszik felvidítani Endrődi Krisztiánt, egy halálos beteg fiút, és elhatározza, hogy a saját szakállára kiviszi egy rövid időre a kórházból.

## Az évad szereplői
- Balassa Imre (Kinizsi Ottó)
- Bartha Zsolt (Rékasi Károly) (2003. decembertől)
- Berényi András (R. Kárpáti Péter)
- Berényi Claudia (Ábrahám Edit)
- Berényi Dani (Váradi Zsolt) (2004. februárig, az USA-ba költözött tanulni)
- Berényi Kata (Juga Veronika) (2004. januárig, Londonba költözött)
- Berényi Miklós (Szőke Zoltán)
- Berényi Zsuzsa (Csomor Csilla)
- Dr. Balogh Nóra (Varga Izabella)
- Dr. Ferenczy Orsolya (Lóránt Kriszta)
- Egresi Antal (Dósa Mátyás)
- Kertész Géza (Németh Kristóf)
- Kertész Magdi (Fodor Zsóka)
- Kertész Mónika (Farkasházi Réka) (2003. decemberig, Brüsszelbe költözött)
- Kertész Vilmos (Várkonyi András)
- Mátyás Tilda (Szabó Erika)
- Novák Csaba (Kővári Tamás) (2003. októberig)
- Novák Éva (Csapó Virág) (2003. szeptember-október)
- Novák László (Tihanyi-Tóth Csaba)
- Szilágyi Andrea (Deutsch Anita)
- Szilágyi Pál (Bruckmann Balázs)
- Szentmihályi György (Giorgio) (Gyetván Csaba)
- Szentmihályi Szilvia (Sissy) (Hullan Zsuzsa) (2004. áprilisig, visszautazott Olaszországba Gáborhoz)
- Szentmihályi Zsófia (Lékai-Kiss Ramóna)
- Temesvári Noémi (Csifó Dorina) (2003. szeptembertől)
- Varga Brigitta (Kántor Zsuzsa) (2004. februártól)
- Varga Petra (Németh Franciska) (2004. januártól)

### További szereplők
- Pisti, a pincér (Óré István)
- Szilágyi Tamás (Bognár Zsolt) (2003. szeptember-október, december, 2004. júniustól)
- Szentmihályi Gábor (Forgács Péter) (2003. decemberig)
- Kenyeres János (Baghy Csaba) (2003. októberig)
- Szilágyi Annamária (Halmos Kamilla Eszter) (2003. szeptember-október, december, 2004. május)
- Kövér Norbert (Endrődi Attila) (2003. novemberig, 2004. júliustól)
- Fodor Attila (Jáger András) (2003. szeptember-november)
- Temesvári Levente (Janik László) (2003. novemberig, 2004. február, július)
- Solymos Márton (Szabó Sipos Barnabás) (2003. október-2004. március)
- Dobrovics Roland (Bánszki László) (2004. január)
- Radnics Szabolcs (Laklóth Aladár) (2004. februártól)
- Lutz Tamara (Csipka Zsuzsa) (2004. május-július)
- Torday Dezső (Róbert Gábor) (2004. májustól)
- Endrődi Krisztián (Maróti Attila) (2004. júliustól)
- Berényi Bandi (Mile Tamás Zoltán) (2004. júliusig)